# Zoopharmakognosie

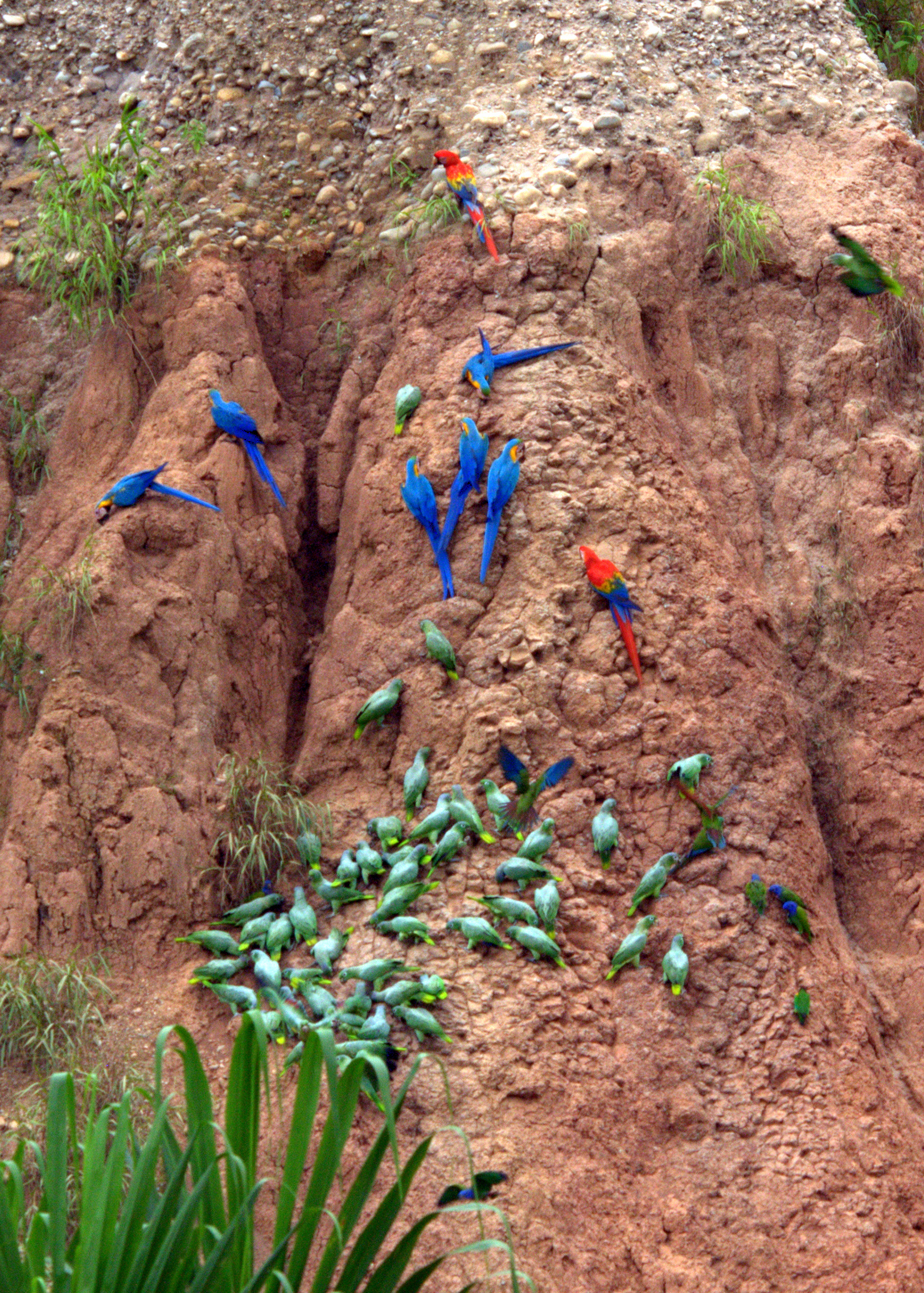
Papageien beim Aufnehmen von Tonmineralen in Tabopata, Peru

Zoopharmakognosie (im Englischen zoopharmacognosy  oder auch animal self medication) bezeichnet Verhaltensweisen, bei denen Tiere Selbstmedikation durch die Einnahme von Pflanzen, Böden oder Insekten betreiben.

## Menschen und Beobachtungen
Zu den Pionieren auf dem Gebiet gehören Daniel Janzen und Michael Huffman, die sich mit der Verwendung von Heilmitteln durch Menschenaffen befassten. Der Begriff zoopharmacognosy stammt von John P. Berry, damals ein Pflanzenbiochemiker und Doktorand an der Cornell University, seinem Doktorvater Eloy Rodriguez und dem Anthropologen Richard W. Wrangham, die in den 1990er-Jahren Gorillas in Uganda (Bwindi Nationalpark) beobachteten.
In älterer Literatur wird mit Zoopharmakognosie auch der Zweig der Pharmakognosie bezeichnet, der aus Tieren hergestellte Medikamente umfasst.

## Beispiele

### Säugetiere

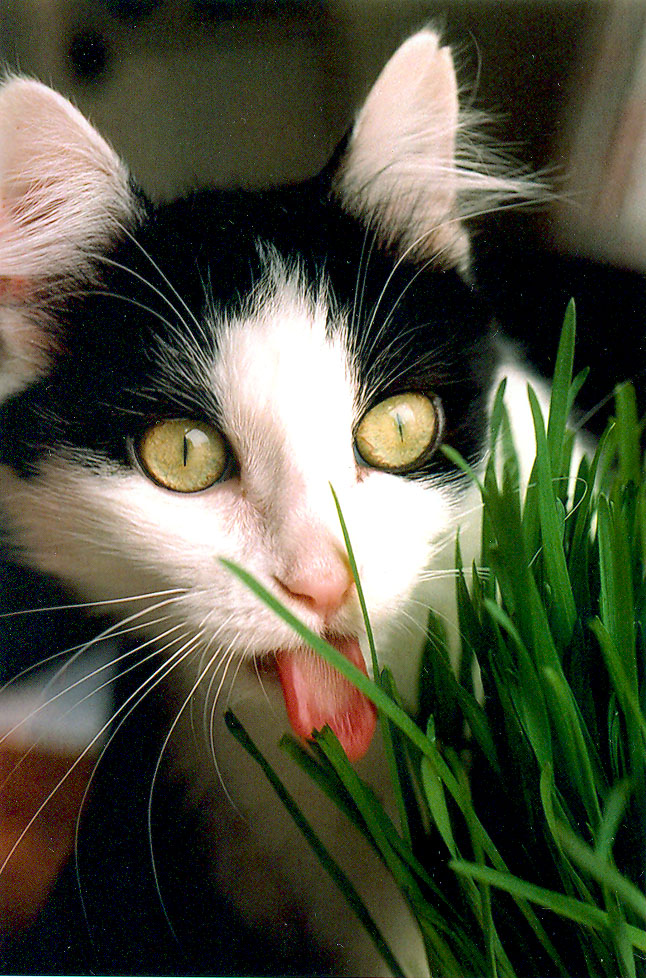
Zoopharmakognosie bei Katzen: Katzengras

Es wurden mehr als 30 unterschiedliche Pflanzenarten dokumentiert, die von Schimpansen, Bonobos oder Gorillas als Heilpflanzen genutzt werden. Bei Orang-Utans konnte ebenfalls Zoopharmakognosie durch Pflanzen festgestellt werden.
Schimpansen, deren Verdauungssystem von Würmern (z. B. Fadenwürmern wie Oesophagostomum stephanostomum) befallen ist, nutzen die haarigen Blätter des Korbblütlers Aspilia rudis als Heilpflanze zur Selbstmedikation. Die pelzigen, stacheligen Blätter der wilden Sonnenblume gehören normalerweise nicht zur Nahrung der Menschenaffen, da sie bitter schmecken und mit Widerhaken besetzt sind. Befallene Tiere falten die haarigen Blätter der Pflanze mit den Lippen und schlucken die Blattpakete dann unzerkaut hinunter. Im Darm verfangen sich zahlreiche Würmer in den Haaren der Blätter und werden mit ihnen gemeinsam ausgeschieden. Dieses Verhalten wird insbesondere nach dem Einsetzen der Regenzeit beobachtet, aufgrund der erhöhten Infektionsgefahr durch Parasiten.
Zur Behandlung von Durchfall lutschen Schimpansen das Mark aus den Zweigen der bitter schmeckenden, leicht giftigen Scheinasternart Vernonia amygdalina oder kauen die Blätter, ohne sie jedoch zu schlucken. Eine gesundheitliche Besserung tritt meistens innerhalb eines Tages nach der Selbstbehandlung ein. Auf Pflanzen spezialisierte Biochemiker fanden bei der Laboranalyse 13 bisher unbekannte Wirkstoffe aus der Gruppe der Steroidglykoside, die antibakterielle oder antiparasitären Eigenschaften haben.
Bei Gehaubten Kapuzineraffen fertigen Mütter für Verletzungen ihrer Jungtiere Verbände aus Pflanzenmaterial an. Darüber hinaus konnte ein erwachsenes Weibchen (in Gefangenschaft) beobachtet werden, wie es über mehrere Monate eigene Verletzungen an verschiedenen Körperteilen behandelte. Dafür nutzte das Tier ein selbst hergestelltes Werkzeug, mit dem Sirup auf Zuckerbasis auf die Wunden aufgetragen wurden, bis diese verheilt waren.

### Vögel

#### Geophagie
Aras des Amazonasgebietes und viele andere Papageienarten in Amerika, Afrika und Papua-Neuguinea betreiben die sogenannte Geophagie, also das Essen von Erde. Die Vögel nehmen bei diesem Vorgang tonhaltigen Boden oder Kaolin ein. Dadurch nehmen die Vögel Mineralstoffe auf und der Ton kann im Darm die in einigen Samenpflanzen enthaltenen Alkaloide absorbieren (siehe auch: Heilerde).
Außerdem fressen mehrere im Amazonasbecken ansässige Papageienarten Sedimente, um pflanzliche Giftstoffe zu binden und zu neutralisieren. Geophagie zur Aufnahme von seltenen Mineralstoffen wie Natrium konnte jedoch häufiger beobachtet werden.

#### Zoopharmakognosie über die Nahrungsaufnahme
Großtrappen fressen Meloe-Ölkäfer, um den Parasitenbefall im Verdauungstrakt zu verringern. Der enthaltene Giftstoff Cantharidin kann dem Vogel auch selber schaden, wenn er zu viele Käfer zu sich nimmt. Möglicherweise stimuliert die Aufnahme der Käfer auch den Geschlechtstrieb der männlichen Trappen.

#### Zoopharmakognosie durch äußerliche Anwendung
Über 200 Vogelarten verwenden Ameisensäure, um einen Befall durch Läuse zu bekämpfen. Die Vögel wälzen sich in Ameisenhügeln oder nehmen einzelne Ameisen auf und reiben sie mit dem Schnabel entlang ihrer Federn.
Einige Vögel verwenden spezielles Nistmaterial, um Infektionen oder Insektenbefall vorzubeugen.
Stare legen ihr Nest mit dem Kraut der Wilden Möhre aus. Bei in diesen Nestern aufgezogenen Jungvögeln wurde ein höherer Gehalt an Hämoglobin nachgewiesen. Studien zeigen, dass Möhrenkraut die Milbenzahl verringert.
Der Haussperling verwendet in manchen Regionen Material vom Niembaum, um sein Nest zu polstern, bevorzugt aber chininhaltiges Laub des Pfauenstrauchs, wenn ein Malariarisiko besteht.

### Reptilien
Landschildkröten graben im Boden nach kalziumhaltigen Mineralien und fressen diese. Dieser Vorgang dient nicht der Sättigung, sondern der Stärkung des Panzers der Schildkröte.

### Insekten
Weltweit produzieren Honigbienen ein antibakterielles Harz, Propolis genannt. Dies ist eine Mischung aus verschiedenen gesammelten Pflanzenexudaten, Wachsen und Drüsensekreten. Es schützt nicht nur vor Wind und Wetter, sondern auch vor Krankheitserregern und Mikroorganismen.